# Psychotria hemsleyi
Psychotria hemsleyi är en måreväxtart som beskrevs av Bernard Verdcourt. Psychotria hemsleyi ingår i släktet Psychotria och familjen måreväxter. Inga underarter finns listade i Catalogue of Life.